# Moorhusen (Wilstermarsch)
Moorhusen ist eine Gemeinde im Kreis Steinburg in Schleswig-Holstein.

## Geografie

### Geografische Lage und Ortsteil
Das Gebiet der Gemeinde Moorhusen erstreckt sich am Rande des Naturraums Holsteinische Elbmarschen nordöstlich der Stadt Wilster (folglich in der Wilstermarsch) angrenzend zur Heide-Itzehoer Geest südlich vom Herrenmoor bei Kleve etwa zehn Kilometer nordwestlich von der Kreisstadt Itzehoe.
Das für die Gemeinde namenstiftende Dorf ist der einzige Ortsteil (Wohnplatz) der Gemeinde. Es handelt sich um ein Reihendorf.

### Nachbargemeinden
Die Gemeinde Moorhusen wird umschlossen von den direkt angrenzenden Gemeindegebieten von:
|                        |                                             | Kleve       |
| Neuendorf-Sachsenbande | Kompassrose, die auf Nachbargemeinden zeigt |             |
|                        |                                             | Krummendiek |

## Geschichte

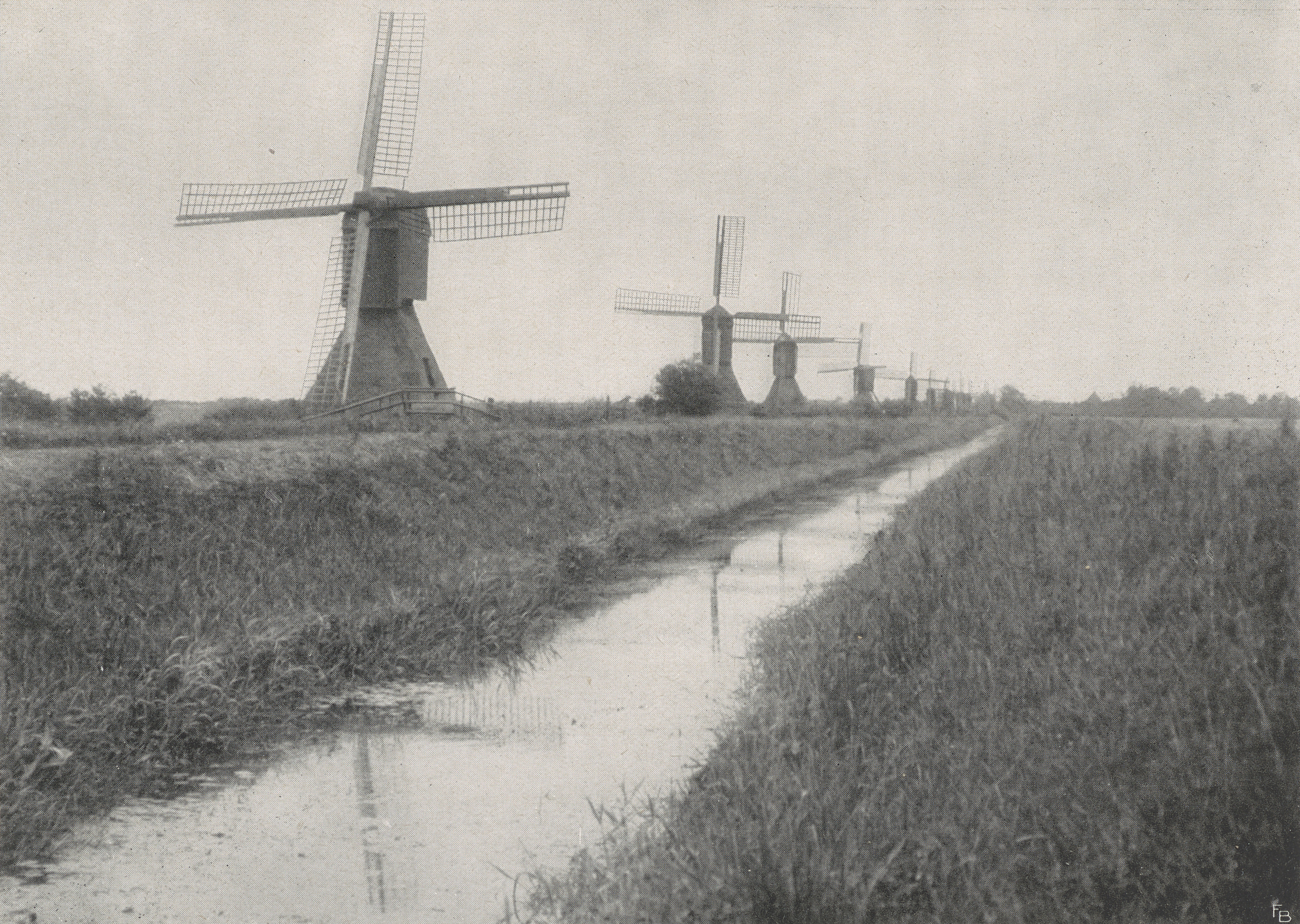
Entwässerungsmühlen am Moorhusener Wettern in der Wilstermarsch (1913)

Im Jahre 1247 wurde Moorhusen erstmals erwähnt.
Seit 2005 werden in Moorhusen 16 Windkraftanlagen betrieben. Die Bauarbeiten für die ersten Anlagen begannen Ende der 1990er Jahre.

## Politik

### Gemeindevertretung
Bei der Kommunalwahl am 14. Mai 2023 wurden insgesamt sieben Sitze vergeben. Diese fielen erneut alle an die Kommunale Wählervereinigung Moorhusen. Die Wahlbeteiligung betrug 51,6 %.

### Wappen

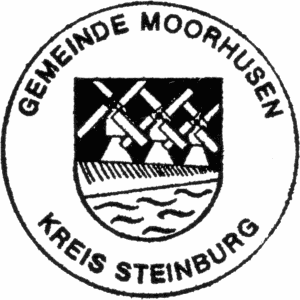
Siegel der Gemeinde Moorhusen

Das „Wappen“ der Gemeinde ist heraldisch nicht beschreibbar und somit kein Wappen im eigentlichen Sinne, sondern den Bildsiegeln zuzuordnen. Es wurde nach dem Zweiten Weltkrieg in Ermangelung von Dienstsiegeln, die frei von nationalsozialistischen und kaiserlichen Symbolen sind, von der Gemeinde gewählt und wird heute noch verwendet.
Das Bildsiegel zeigt die jahrhundertelange Auseinandersetzung der Moorhusener mit dem Wasser in den tiefgelegenen Marsch- und Moorgebieten. Dargestellt in Form von Deich und Schöpfmühlen.

## Verkehr
Durch das Gemeindegebiet von Moorhusen führt die hier (grob) in Ost-West-Richtung orientierte schleswig-holsteinische Landesstraße 235.

## Persönlichkeiten
Der Architekt Emil Thormählen wurde 1859 in Moorhusen geboren.